# Stazione meteorologica di Pordenone
La stazione meteorologica di Pordenone è la stazione meteorologica di riferimento relativa alla città di Pordenone.

## Coordinate geografiche
La stazione meteorologica si trova nell'area climatica dell'Italia nord-orientale, nel Friuli-Venezia Giulia, nel comune di Pordenone, a 23 metri s.l.m. e alle coordinate geografiche 45°58′N 12°40′E.

## Dati climatologici
In base alla media trentennale di riferimento 1961-1990, la temperatura media del mese più freddo, gennaio, si attesta a +3,0 °C, quella del mese più caldo, luglio, è di +22,9 °C.
Le precipitazioni medie annue, abbondanti e distribuite in modo irregolare con un minimo relativo invernale, risultano essere superiori ai 1.200 mm e distribuite mediamente in 94 giorni
.
| Pordenone           | Mesi | Mesi | Mesi | Mesi | Mesi | Mesi | Mesi | Mesi | Mesi | Mesi | Mesi | Mesi | Stagioni | Stagioni | Stagioni | Stagioni | Anno  |
| Pordenone           | Gen  | Feb  | Mar  | Apr  | Mag  | Giu  | Lug  | Ago  | Set  | Ott  | Nov  | Dic  | Inv      | Pri      | Est      | Aut      | Anno  |
| ------------------- | ---- | ---- | ---- | ---- | ---- | ---- | ---- | ---- | ---- | ---- | ---- | ---- | -------- | -------- | -------- | -------- | ----- |
| T. max. media (°C)  | 6,7  | 9,6  | 13,3 | 17,8 | 23,2 | 27,2 | 28,6 | 27,7 | 23,5 | 18,0 | 12,1 | 7,5  | 7,9      | 18,1     | 27,8     | 17,9     | 17,9  |
| T. min. media (°C)  | −0,8 | 0,8  | 3,8  | 7,6  | 12,0 | 15,8 | 17,2 | 16,3 | 13,1 | 8,0  | 3,7  | −0,5 | −0,2     | 7,8      | 16,4     | 8,3      | 8,1   |
| Precipitazioni (mm) | 89   | 81   | 91   | 111  | 111  | 114  | 92   | 131  | 104  | 114  | 125  | 75   | 245      | 313      | 337      | 343      | 1 238 |
| Giorni di pioggia   | 6    | 7    | 8    | 9    | 9    | 10   | 8    | 9    | 7    | 7    | 8    | 6    | 19       | 26       | 27       | 22       | 94    |